# Esperó (botànica)
|  | Per a altres significats, vegeu «esperó». |

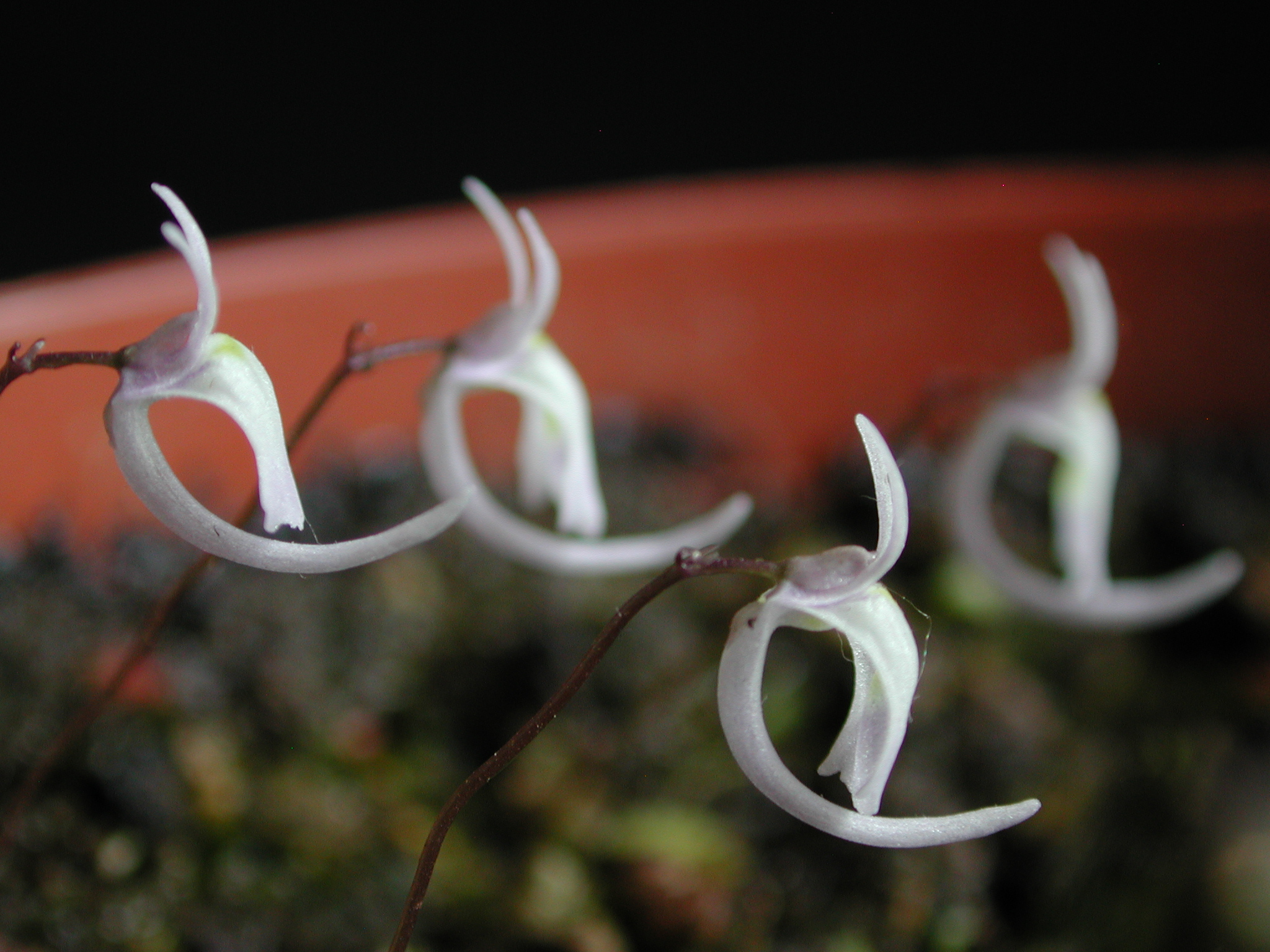
Flors d’Utricularia sandersonii, amb grans esperons florals.

En botànica, l′esperó és una protuberància que es forma en els pètals o sèpals d'algunes flors. En algunes plantes l'esperó és l'elongació a la part posterior de la flor d'un, diversos o tots els pètals de la corol·la. Alguns gèneres amb aquest tipus d'estructures són Delphinium, Aquilegia, Piperia, i algunes orquídies, com Gymnadenia. Tenen forma d'embut sense sortida i permeten xuclar el nèctar ja sigui a les papallones, colibrís, ratpenats, etc. Poden ser útils en la identificació de les espècies, per exemple, Piperia yadonii seria difícil de distingir d'altres Piperia si no fos pel seu esperó, molt curt i força rar.
|  |  |

La figura de l'esquerra mostra un pètal d′Aquilegia alpina on s'indica la part de l'esperó. La il·lustració de la dreta és un detall ampliat d'una Viola riviniana on els pètals estan units formant un esperó clar i arrodonit per la base.

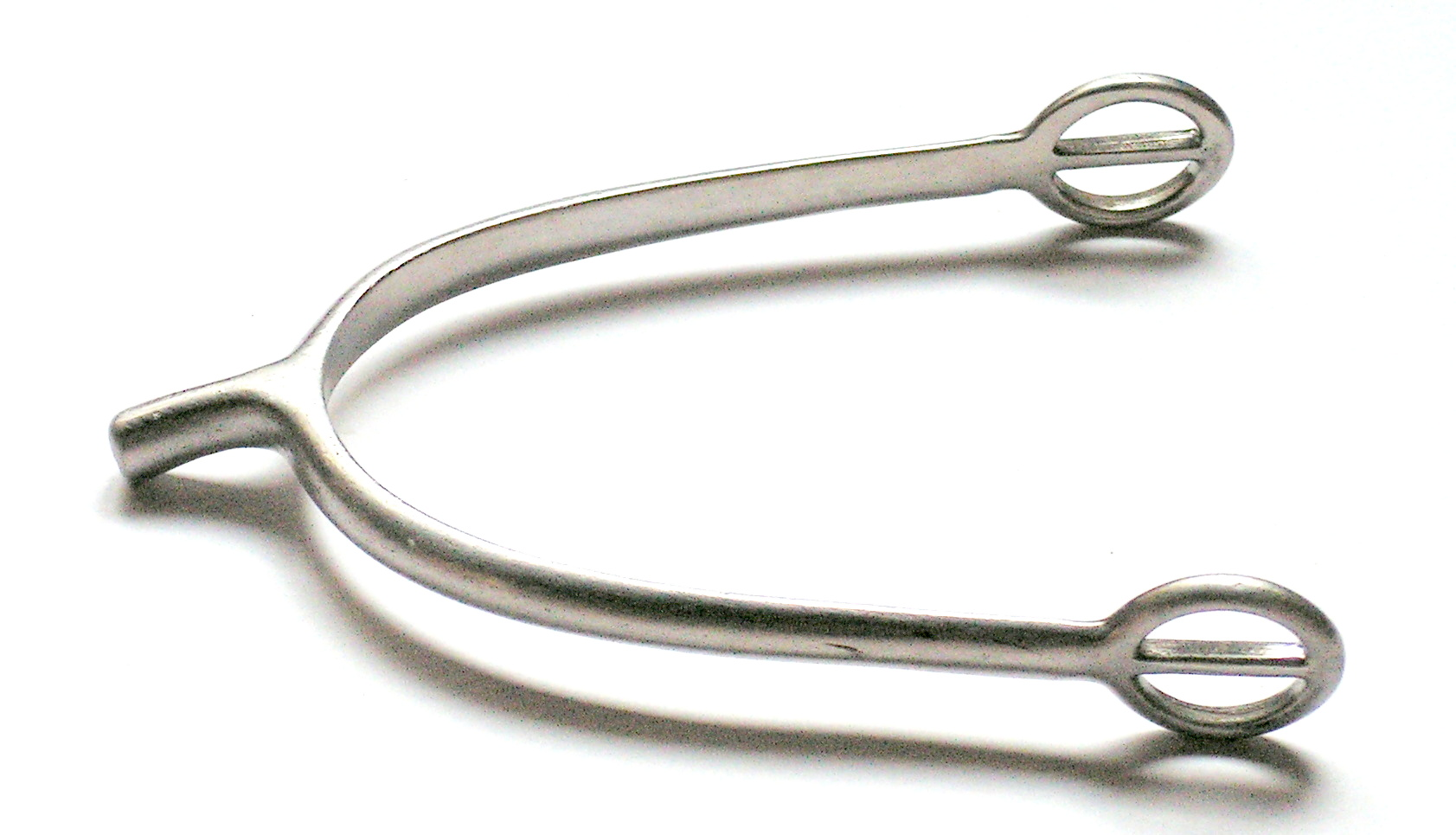
Esperó de muntar

El mot esperó s'usa per analogia amb la forma contundent dels esperons que els genets utilitzen en les seves botes per a conduir els seus cavalls. Els esperons de les flors s'assemblen als esperons de tipus "Príncep de Gal·les", més o menys llargs segons el model i que acaben amb una protuberància arrodonida en forma de bola.

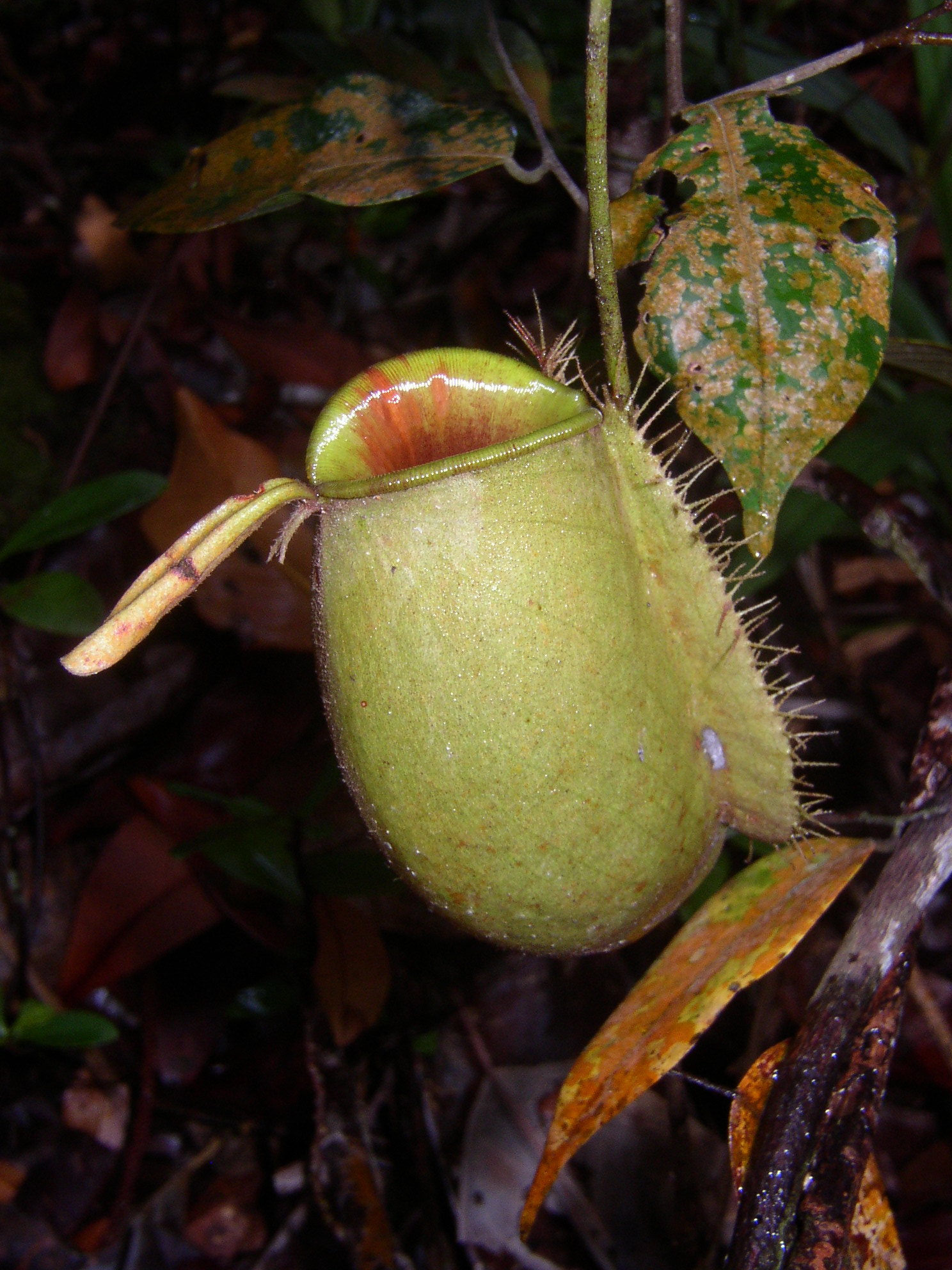
Ascidi de Nepenthes ampullaria on es veu el petit esperó sota la tapa de l'ascidi.

En les plantes tropicals carnívores amb ascidi del gènere Nepenthes, l'esperó és un petit apèndix a la base de la tapa de l'ascidi.